# チェルムスフォード
チェルムスフォード（英: Chelmsford、[ˈtʃɛlmzfərd]）は、イングランド東部のエセックスにあるシティー。

## 概要
シティ・オブ・チェルムスフォードの主要部分を占め、エセックスのカウンティ・タウンにもなっている。ロンドンのチャリング・クロスの北東51kmにある、コルチェスターからもほぼ同距離に位置している。
チェルムスフォードの人口は約12万人（2023年）で、周辺エリアも含むシティ・オブ・チェルムスフォードの人口は約18万人（2023年）であった。近年、人口は増加傾向にあり、エセックス内からの移入者と、ロンドンからの再移入者が多い。

## スポーツ
- チェルムスフォード・シティFC

## 姉妹都市
- 公式
  -  - バックナング、ドイツ
  -  - アノネー、フランス
- 非公式
  -  - 無錫、中国

## 出身人物
- イアン・スタンナード - 自転車レーサー
- サラ・カワード - フィギュアスケート選手
- ジェームズ・ギブソン - 競泳選手
- スクエアプッシャー - テクノミュージシャン
- リチャード・シャープ - フィギュアスケート選手
- リチャード・ダナット - 軍人
- リチャード・スペア - 版画家
- グレイソン・ペリー - 2003年 ターナー賞を受賞現代美術家